# Puerto Ocopa
Puerto Ocopa é a capital do distrito de Río Tambo, província de Satipo, departamento de Junín, Peru.